# Washington Diplomats 1975
Questa pagina raccoglie i dati riguardanti i Washington Diplomats nelle competizioni ufficiali della stagione 1975.

## Stagione
La franchigia sempre affidata all'inglese Dennis Viollet era costituita soprattutto con britannici e caraibici.
La squadra non riuscì ad ottenere risultati di rilievo, chiudendo al terzo posto della Eastern Division, non accedendo ai playoff per il titolo.

## Organigramma societario
Area direttiva
- Presidente:
- General Manager: Steve Leipsner
- Merchandising: Gary Dubin

Area tecnica
- Allenatore: Dennis Viollet
- Trainer: Peter Mehlert

## Rosa
| N. |                              | Ruolo | Calciatore      |
| -- | ---------------------------- | ----- | --------------- |
| 1  | Scozia (bandiera)            | P     | Eric Martin     |
| 1  | Irlanda (bandiera)           | P     | Peter Thomas    |
| 2  | Scozia (bandiera)            | D     | Alan Ross       |
| 3  | Galles (bandiera)            | D     | Mark Lowenstein |
| 4  | Stati Uniti (bandiera)       | D     | Alain Maca      |
| 5  | Inghilterra (bandiera)       | D     | Brian Pillinger |
| 6  | Inghilterra (bandiera)       | C     | Alan Spavin     |
| 7  | Inghilterra (bandiera)       | C     | Mike Barry      |
| 8  | Trinidad e Tobago (bandiera) | A     | Leroy DeLeon    |
| 9  | Trinidad e Tobago (bandiera) | C     | Ian Bain        |
| 10 | Bermuda (bandiera)           | C     | Gary Darrell    |

| N. |                              | Ruolo | Calciatore        |
| -- | ---------------------------- | ----- | ----------------- |
| 11 | Inghilterra (bandiera)       | A     | Gerry Ingram      |
| 12 | Australia (bandiera)         | A     | Karl Minor        |
| 14 | Irlanda (bandiera)           | D     | Tommy McConville  |
| 15 | Bermuda (bandiera)           | A     | Randy Horton      |
| 16 | Stati Uniti (bandiera)       | D     | Roy Willner       |
| 17 | Stati Uniti (bandiera)       | P     | George Taratsides |
| 18 | Trinidad e Tobago (bandiera) | A     | Bertrand Grell    |
| 19 | Inghilterra (bandiera)       | D     | Bill Beaney       |
| 20 | Inghilterra (bandiera)       | D     | Roger Minton      |
|    | Haiti (bandiera)             | P     | Gérard Joseph     |